# 维拉尔吕兰
维拉尔吕兰（法語：Villarlurin，法語發音：[vilaʁlyʁɛ̃]）是法国萨瓦省的一个旧市镇，属于阿尔贝维尔区。2016年，维拉尔吕兰与市镇圣马丹德贝尔维尔合并为新市镇莱贝尔维尔。

## 地理
维拉尔吕兰（45°27'42"N, 6°31'39"E）面积5.45 平方千米，位于法国奥弗涅-罗讷-阿尔卑斯大区萨瓦省，该省份为法国东部省份，历史上为薩伏依的一部分，北起上萨瓦省，西接伊泽尔省和安省，南部和东部与上阿尔卑斯省和意大利接壤。
与维拉尔吕兰接壤的市镇（或旧市镇、城区）包括：莱萨吕、布里德莱班、莱贝尔维尔、萨兰-方丹、圣马丹德贝尔维尔、萨兰莱泰尔姆、方丹勒皮。

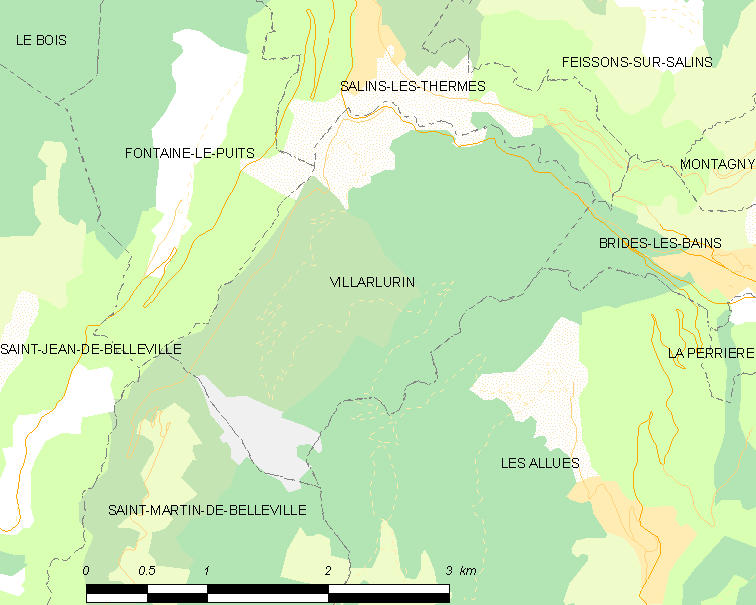
维拉尔吕兰的OSM定位图

维拉尔吕兰的时区为UTC+01:00、UTC+02:00（夏令时）。

## 行政
维拉尔吕兰的邮政编码为73600，INSEE市镇编码为73321。

## 政治
维拉尔吕兰所属的省级选区为穆捷县。

## 人口

1962-2008年间维拉尔吕兰人口变化图示

维拉尔吕兰于2018年1月1日时的人口数量为324人。